# NGC 2660
NGC 2660 is een open sterrenhoop in het sterrenbeeld Zeilen. Het hemelobject werd op 29 december 1834 ontdekt door de Britse astronoom John Herschel.

## Synoniemen
- OCL 759
- ESO 260-SC4